# Aquila wahlbergi
Aquila wahlbergi là một loài chim săn mồi trong họ Accipitridae. Loài chim này có thân dài khoảng 53–61 cm với sải cánh dài 130–146 cm và khối lượng cơ thể từ 437-845 g đối với con trống và 670-1400 g đối với con mái trung bình. 
Aquila wahlbergi sinh sản ở hầu hết của châu Phi phía nam sa mạc Sahara. Nó là một loài chim rừng, thường sống gần nước. Nó xây tổ trong chỗ rẽ ba của một cây hoặc trên đỉnh cây cọ. Mỗi tổ có một hoặc hai quả trứng.
Aquila wahlbergi săn bắt loài bò sát, động vật có vú và các loài chim nhỏ. Loài chim này được đặt tên theo nhà tự nhiên Thụy Điển Johan August Wahlberg.